# Elhuuia
Elkhulia o Elhuuia fou un territori de les muntanyes Zagros, veí del territori dels gutis. El poble que habitava aquesta comarca estava emparentat als uquniauu i als habitants de Sarnida, i als mateixos gutis. Tukultininurta I, rei d'Assíria vers 1235-1196 aC, va fer una campanya a la regió a l'est del Tigris fins a les muntanyes, al començament del seu regnat, i hauria cobrat tribut.